# Backstage
Skupina Backstage je slovenski punk rock band iz Ljubljane. Skupina je nastala oktobra 2001. Ime je dobila po zaodrju enega izmed koncertnih prizorišč na Metelkovi ulici v Ljubljani, kjer je začela z vajami. Njihovo glasbo bi lahko opredelili kot mešanico punk rocka, skate punka in pop punka. Njihov največji hit je »Misel nate«.

## O skupini
Novembra 2002 so se odpravili v studio, kjer je luč sveta ugledal njihov prvi singel »Confused«. Kmalu zatem so pod okriljem Mitje Okorna za omenjeni singel posneli še videospot, ki je bil med drugim spot meseca na Videospotnicah na nacionalni televiziji.
Aprila 2004 je bila podpisana pogodba z Nika records, fantje pa so se maja odpravili nazaj v studio in posneli svoj prvenec Backstage, ki je izšel jeseni 2004. Izdajo albuma je pospremil spot za pesem »Misel nate«, ki ga je ponovno režiral Mitja Okorn. Sledila je klubska turneja po Sloveniji, med katero so obiskali tudi nekaj večjih odrov in festivalov. Odpravili so se tudi v tujino, med koncerti, ki so jih tam imeli, pa velja še posebej omeniti najodmevnejše: koncert z Beatsteaks v Zagrebu, festival Aerodrome v Avstriji, Viva la Pola v Pulju in Popkomm v Berlinu.
Leta 2006 so posneli drugo studijsko ploščo Trends Are Changing z 12 spevnimi in tekočimi punk rock pesmimi. Album je izšel pod okriljem založb Kapa records in Nika records. Pozitivni odzivi kritikov na album in kvalitetni nastopi v živo so skupino pripeljali do sodelovanja z booking agencijo Roadshock, ki jim je priskrbela kar nekaj nastopov po Avstriji in Nemčiji. Novembra 2007 so se z njihovo pomočjo podali na tritedensko turnejo po Južnoafriški republiki.
Po vrnitvi iz Afrike so najprej posneli singel »Trust«, nato pa je sledil daljši premor. Konec leta 2008 se je skupini pridružil kitarist Tomaž Pišlar, kmalu zatem pa še Andrej Ogris. S prihodom obeh so poleg dveh kitar razširili tudi vokalne aranžmaje v triglasno petje.
V oktobru 2009 so posneli prvi singel v sveži zasedbi z naslovom »Dougcajt«. Komad je kmalu osvojil radijske postaje, lestvice in popevko tedna na Valu 202. V januarju 2010 so v prostorih Radiotelevizije Slovenija posneli videospot za singel »Bitter End« z uvodnikom Borisa Kopitarja. V maju 2010 je sledil nastop v Križankah s punk legendami Niet.
Leto 2010 so zaključili z izdajo tretjega studijskega albuma s pomenljivim naslovom Independent. Plošča vsebuje deset novih skladb, poleg omenjenih »Dougcajt« in »Bitter End« tudi uspešnici v slovenščini »Nov dan, nov svet« in »Kadar v mojih mislih si«, ki sta postali popevki tedna na Valu 202.
V začetku leta 2015 so v samozaložbi izdali EP s preprostim naslovom Ipi. Na album so prvič vključili tudi priredbo, in sicer »Himno mladosti« skupine Agropop (V imenu ljudstva, 1989).

## Člani skupine
Člani:
- Luka Virens – bobni (2001–)
- Mitja Uhan – bas kitara, vokal (2003–)
- Tomaž Pišlar – kitara (2008–)
- Andrej Ogris – kitara, vokal (2009–)

Nekdanji člani:
- Miha Brezavšček (2001–2007)
- Jaka Čertanc (2001–2003)
- Miha Kukar (2001–2003)

Časovnica:

## Diskografija
| Leto | Album               | Založba                     |
| ---- | ------------------- | --------------------------- |
| 2004 | Backstage           | Nika records                |
| 2006 | Trends Are Changing | Nika records / Kapa records |
| 2007 | Director's Cut      | Kapa records                |
| 2010 | Independent         | Kapa records                |
| 2015 | Ipi                 | Samozaložba                 |